# Sosticus
Sosticus là một chi nhện trong họ Gnaphosidae.